# إدمير بلالي
إدمير بلالي (بالألبانية: Edmir Bilali‏) هو لاعب كرة قدم ألباني في مركز الهجوم، ولد في 29 أغسطس 1970 في ألبانيا. لعب مع نادي فريبيرغ ونادي فلازنيا إشقودرة ونادي لاتشي.

## وصلات خارجية
- إدمير بلالي على موقع الاتحاد الدولي (مؤرشف)  (الإنجليزية)
- إدمير بلالي على موقع قاعدة بيانات كرة القدم.إي يو (الإنجليزية)
- إدمير بلالي على موقع عالم كرة القدم.نت (الإنجليزية)